# Механічний редуктор

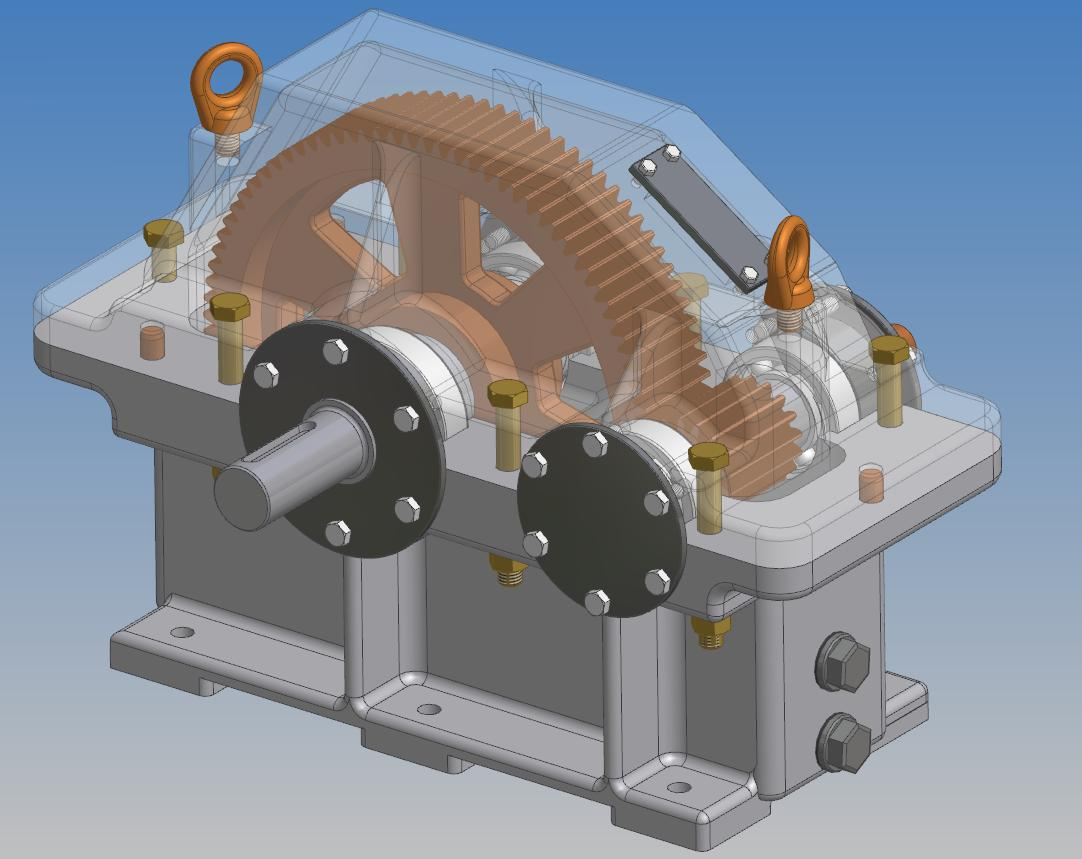
Циліндричний одноступінчастий редуктор

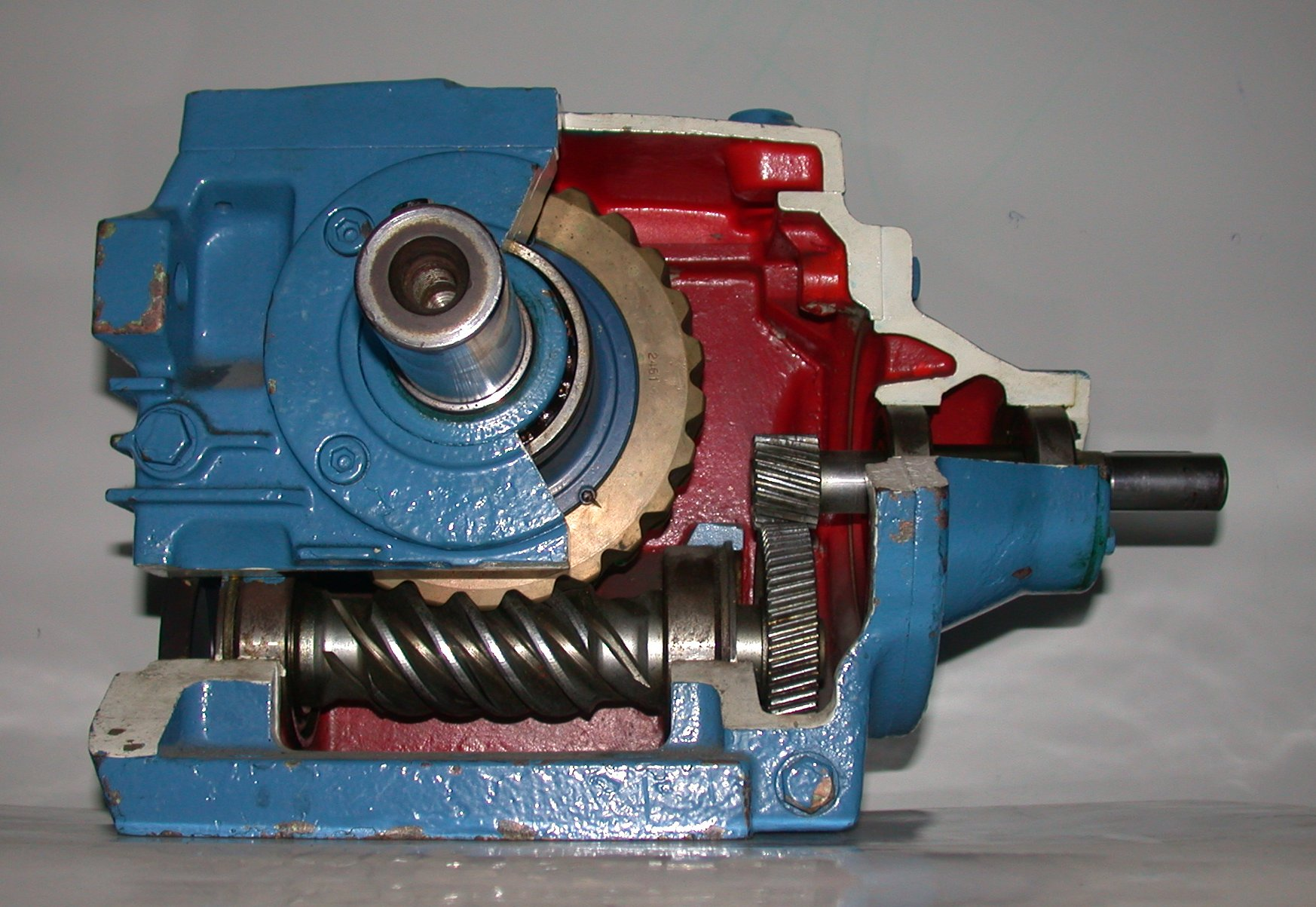
Двоступінчастий циліндрично-черв'ячний редуктор

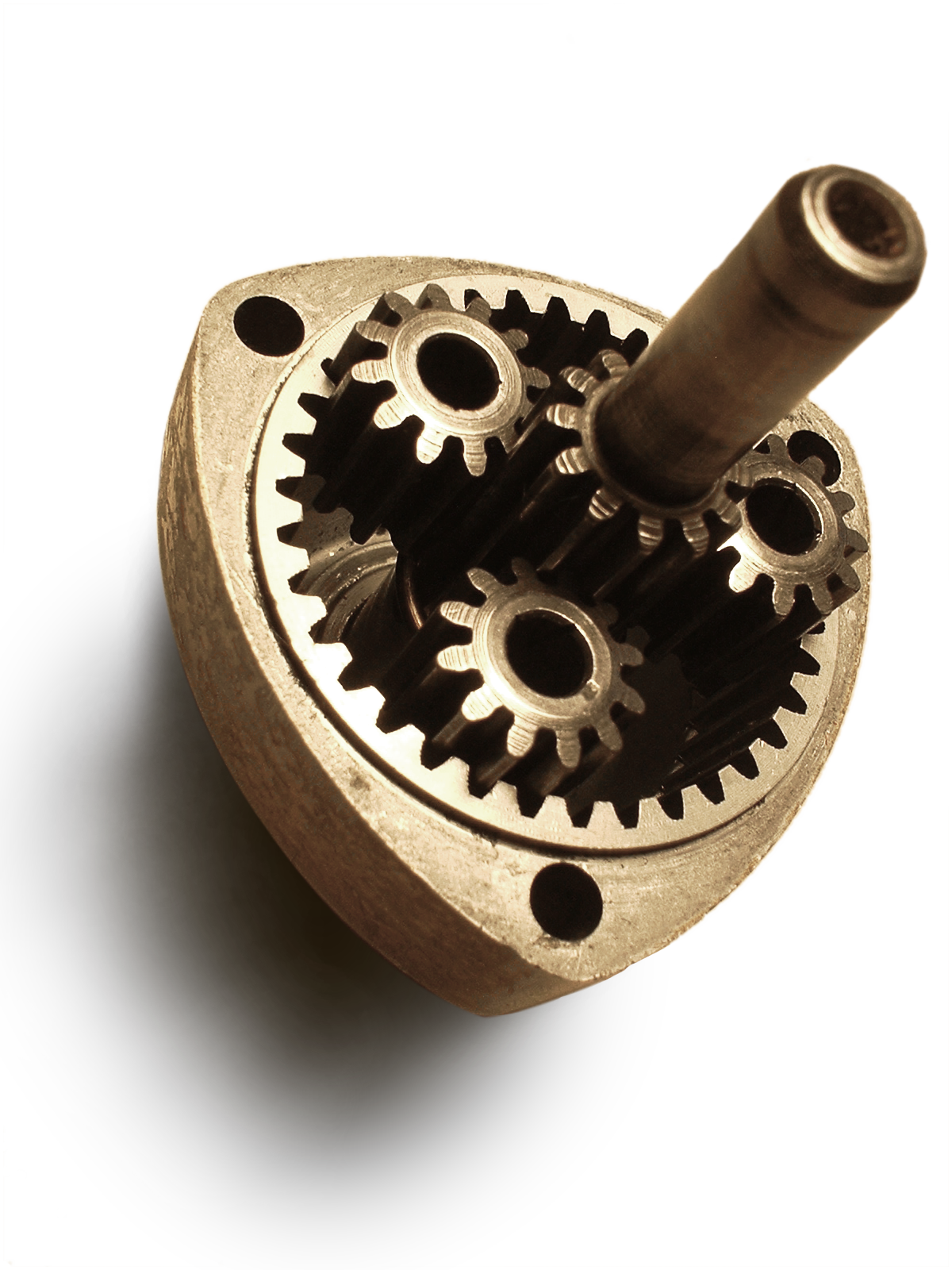
Планетарний редуктор

Конструкція хвильового редуктора

Механічний редуктор (від лат. reductor — той що відтворює рух) — механізм на основі однієї або більше передач зачепленням, що входить у приводи машин і служить для збільшення крутного моменту разом із зниженням кутової швидкості веденого валу. У редукторах застосовують зубчасті передачі, ланцюгові передачі, черв'ячні передачі та використовують їх у різних поєднаннях — черв'ячні і зубчасті, ланцюгові та зубчасті і т. д. Існують комбіновані приводи, в яких редуктор компонують із варіатором.
Редуктором називають пристрій, що перетворює високу кутову швидкість обертання вхідного валу у меншу на вихідному валі, підвищуючи при цьому, крутний момент. Пристрій, який перетворює малу кутову швидкість у вищу називають мультиплікатором.
Редуктор зі ступінчастою зміною кутової швидкості називається коробкою передач, із безступінчастою — варіатор.

## Основні параметри редукторів
Споживчі характеристики редукторів визначаються наступними параметрами
кінематичними:
- передатним відношенням u;
- частотою обертання вихідного вала n;

динамічними:
- допустимими крутним моментом та консольним навантаженням на вихідному валу;
- коефіцієнтом корисної дії η (ККД).

## Типи редукторів

### Циліндричні редуктори
Циліндричні редуктори використовуються для передавання обертального руху між паралельними або співвісними валами за допомогою циліндричних зубчастих передач. Вони мають високий ККД (0,94…0,98 на один ступінь) і великий ресурс роботи (36000…50000 год). Можуть використовуватись у швидкохідних машинах (частота обертання вхідного вала 60 с−1 а у спеціальних редукторів до 200 с−1).
Недоліки цих редукторів: підвищені вібрації, що знижуються використанням косозубих та шевронних передач, великі габарити при великих передатних відношеннях.
Виконання:
- одноступінчасті (u = 1,6…8,0)
  - з вертикальним розміщенням зубчастих коліс;
  - з горизонтальним розміщенням коліс;
- двоступінчасті (u = 7,1…50)
  - горизонтальні тривісні;
  - горизонтальні із співвісними колесами
  - горизонтальні із роздвоєним швидкохідним ступенем;
  - горизонтальні із роздвоєним тихохідним ступенем;
  - вертикальні тривісні;
- триступінчасті (u = 25…250).

### Конічні редуктори
Конічні редуктори служать для передачі обертального руху між осями, що перетинаються (зазвичай під прямим кутом). ККД становить 0,90…0,96 на один ступінь. Використовуються в основному одноступінчасті конічні редуктори, багатоступінчасті виконують комбінованими, переважно конічно-циліндричними. Діапазон передатних відношень конічного ступеня i = 2…6,3. Рівень вібрацій дещо вищий ніж у циліндричних редукторів, зниження вібрацій досягають виконанням зубців тангенціальними або коловими.
До недоліків конічних редукторів слід віднести великі габарити, високу трудомісткість і вартість виготовлення, пов'язані із необхідністю регулювань при складанні, а також, підвищені вимоги до несучої здатності підшипників через переважно консольне виконання ведучого валу.
Виконання:
- одноступінчасті (u = 2…6,3)
  - з горизонтально розташованим веденим валом;
  - з вертикально розташованим веденим валом;
- двоступінчастий конічно-циліндричний (u = 6,3…40)
  - з горизонтально розташованим тихохідним валом;
  - з вертикально розташованим тихохідним валом;
  - з вертикально розташованим швидкохідним валом;

### Черв'ячні одноступінчасті редуктори типу Ч
Черв'ячні редуктори на основі черв'ячної передачі забезпечують крутні моменти на тихохідному валу до M = 850000 Н·м, передавальні відношення в діапазоні u = 8…80. Корпуси черв'ячних редукторів виконують з ребрами охолодження та вентилятором, розміщеним на валу черв'яка. У залежності від варіанту конструкції тихохідні вали бувають однокінцевими і двокінцевими. Черв'ячні редуктори передають рух між валами, що перехрещуються під прямим кутом.
Виконання:
- одноступінчасті (u = 8…80)
  - з нижнім розміщенням черв'яка;
  - з верхнім розміщенням черв'яка;
  - з вертикальним розміщенням черв'яка;
  - з горизонтальним (боковим) розміщенням черв'яка;
- двоступінчасті
  - циліндрично-черв'ячні (u = 16…200);
  - черв'ячно-циліндричні (u = 25…250);
  - двочерв'ячні (u = 63…4000).

До переваг можна віднести:
- здатність створювати великі передатні числа ;
- компактність передачі ;
- плавність та безшумність у роботі ;
- самогальмівна передача(передає крутний момент тільки в одному напрямі, від черв'яка до черв'ячного колеса) ;
- постійне передатне число ;

Недоліки:
- низький ККД;
  - z = 1 η = 0.6…0.75 ;
  - z = 2 η = 0.8…0.85 ;
  - z = 4 η = 0.85…0.95 ;
- нагрів передачі при роботі ;
- недоцільність використання таких передач для великих потужностей (≤сотень кіловат);
- необхідність використання кольорових металів для зменшення тертя.

### Планетарні і хвильові редуктори
У планетарних редукторах використовуються планетарні передачі, у яких осі певних коліс (сателітів) закріплені на рухомій деталі. Їх ККД досить високий (0,9…0,95). Такі редуктори мають різне конструктивне виконання у залежності від того, який тип передачі використовується (зубчасті циліндричні зовнішнього зачеплення, зубчасті циліндричні внутрішнього зачеплення, конічні зубчасті), яке з центральних коліс є нерухомим та ін.
Перевагою планетарних редукторів є мала питома матеріаломісткість при достатній навантажувальній здатності і довговічності у зв'язку з багатопарним зачепленням (потужність передається у декілька потоків).
Редуктори на основі хвильової передачі можна розглядати як різновид планетарного редуктора на основі гнучкого проміжного колеса. Передаточні числа хвильових редукторів складають u = 80…300 і більше. Такі редуктори мають високу навантажувальну здатність у зв'язку з багатопарністю зачеплення.

### Мотор-редуктори
Мотор-редуктор це агрегат, що суміщає в одному корпусі електродвигун і редуктор. Це дозволяє добитися більшої точності взаємного розташування валів редуктора і електродвигуна та зменшення кількості деталей.
Серійно випускаються мотор-редуктори:
- циліндричні двоступінчасті співвісні типу МЦ2С (крутний момент на тихохідному валу М = 125…1000 Н·м, частота обертання тихохідного вала n = 28…180 об/хв);
- планетарно-зубчасті, двоступінчасті типу МП32 (М = 125…1000 Н·м, n = 18…90 об/хв);
- хвильові горизонтальні типу МВ3 (М = 90…1000 Н·м, n = 5,8…18 об/хв).